# إدوارد ثالمان
إدوارد ثالمان (Edward D. Thalmann) طبيب وباحث علمي أمريكي، ولد في 3 أبريل 1945 وتوفي في 24 يوليو 2004.
كان اختصاصي طب الضغط العالي الذي كان بالأساس مسؤولاً عن وضع جداول الغوص البحرية الأمريكية الحالية للغوص بالغاز المختلط، والتي سُميت بخوارزمية تالمان Thalmann Algorithm أو (VVAL18).